# 鲁学政
鲁学政（1933年3月—2007年2月28日），男，天津人，中华人民共和国政治人物，曾任天津市人民政府副市长，天津市人大常委会副主任。